# 羽黒城
羽黒城（はぐろじょう）は、尾張国丹羽郡羽黒（現愛知県犬山市羽黒字城屋敷）にあった日本の城（平城）。

## 概要
羽黒城は、源頼朝に仕えた鎌倉幕府の重臣・梶原景時の孫、梶原景親によって築かれた城である。
梶原氏代々の居城として羽黒の地を統治していたが、織田信長に仕えた梶原景久（景義）が「本能寺の変」で明智光秀と戦い討死し、梶原氏の滅亡にともない廃城となった。
その後、1584年（天正12年）に起きた小牧・長久手の戦いでは、羽柴秀吉方の砦として修復され、山内一豊、堀尾吉晴が守ったという記録が残る。現在、城址には梶原氏の菩提寺である興禅寺がある。

## 歴史

### 筆頭御家人の梶原氏
1180年（治承4年）、平家打倒の兵を挙げた源頼朝が石橋山の戦いに敗れて箱根の山中に潜んだ際に、その潜伏する所を知りながら見逃したのが梶原景時である。後に鎌倉入りした頼朝は景時を重用した。しかし、頼朝の信任の厚さを背景にした景時の行為がやがて他の御家人たちの反感をかうことになってしまった。

### 梶原景時の変
※「梶原景時の変」も参照。
1199年（正治元年）、頼朝が没すると有力御家人たちは一致して景時排斥を二代将軍源頼家に訴え、鎌倉追放が決まった。これに景時も抗することができず、一族ともに鎌倉を出て相模国一ノ宮の館に退去した。景時は一ノ宮の館に籠城したものの鎌倉の討伐軍と戦って自滅するつもりはなかった。
1200年（正治2年）1月20日、景時は一族とともに京都へ上る道中で東海道の駿河国清見関（静岡県静岡市清水区）近くで偶然居合わせた吉川氏ら在地武士たちと相模国の飯田家義らに発見されて襲撃を受け、狐崎において合戦となる。子の三郎景茂（年34）・六郎景国・七郎景宗・八郎景則・九郎景連が討たれ、景時と嫡子景季（年39）、次男景高（年36）は山へ引いて戦ったのち討ち死にし、その首は隠されていたが翌日探し出され、一族33名の首が路上に懸けられた。頼朝の死から1年後のことであった。
『吾妻鏡』正月28日条の武田信光（伊沢信光）からの報告によると、景時は朝廷から九州諸国の総司令に任命されたと称して上洛し、武田有義を将軍に奉じて反乱を目論んだという説がある。

### 落ち延びた尾張梶原氏
景時一族は滅亡したが、難を逃れた少数の梶原一族が尾張国羽黒の地へ辿り着いた。駿河国で討死した景時二男景高の嫡子豊丸（三歳）とその乳母及び供衆たちや三男景茂の玄孫である。
当地は豊丸の乳母である隅の方の故郷であった。甲斐国、信濃国、美濃国の東山道方面を経て到着したため、景時一行が辿った東海道方面とは別路を辿ったとされる。豊丸は元服して「梶原平九郎景親」と名乗り、屋敷を構えた。これが現在隣接する地に所在する興禅寺となる。

### 尾張梶原氏滅亡
時は移り、景親から十七代目茂助景義は織田信長に仕え、羽黒に三千石を領した。景時滅亡の難を乗り越え、380年後に一族復興の光が射したかに見えた。
しかし1582年（天正10年）、本能寺の変にて景義は殉じたとされ、その系譜は絶えてしまった。その後羽黒城は廃城となる。

### 小牧・長久手の戦い
※「小牧・長久手の戦い」も参照。

#### 羽黒合戦
本能寺の変の後、城跡は廃れていたが、1584年（天正12年）、小牧・長久手の戦いの前哨戦である「羽黒合戦」で森長可・池田恒興ら豊臣方と松平家忠・酒井忠次ら徳川方が戦い、羽黒は戦火に巻き込まれて、辺り一帯が焦土と化した。

#### 小牧における対陣
羽黒合戦で羽黒城は焼け落ちてしまったが、池田恒興が占拠した犬山城を本陣とした豊臣秀吉は、小牧山城に本陣を置く徳川家康と対陣していたため、羽黒城を犬山城防衛拠点として修復し、山内一豊・堀尾吉晴・伊藤祐時らに守護を任せた。この際に羽黒城防衛に当たった山内一豊の母である法秀院が、尾張梶原氏出身との説がある。しかし、終戦に伴い、修復された羽黒城も再び廃城となった。

## 遺構
羽黒城古墳と呼ばれる前方後円墳を利用して築城されており、墳丘の最高所に城址碑が建てられている。
竹藪の中に堀の遺構が残る。また土塁跡が興禅寺の境内まで繋がっていた形跡が残る。

## 画像集

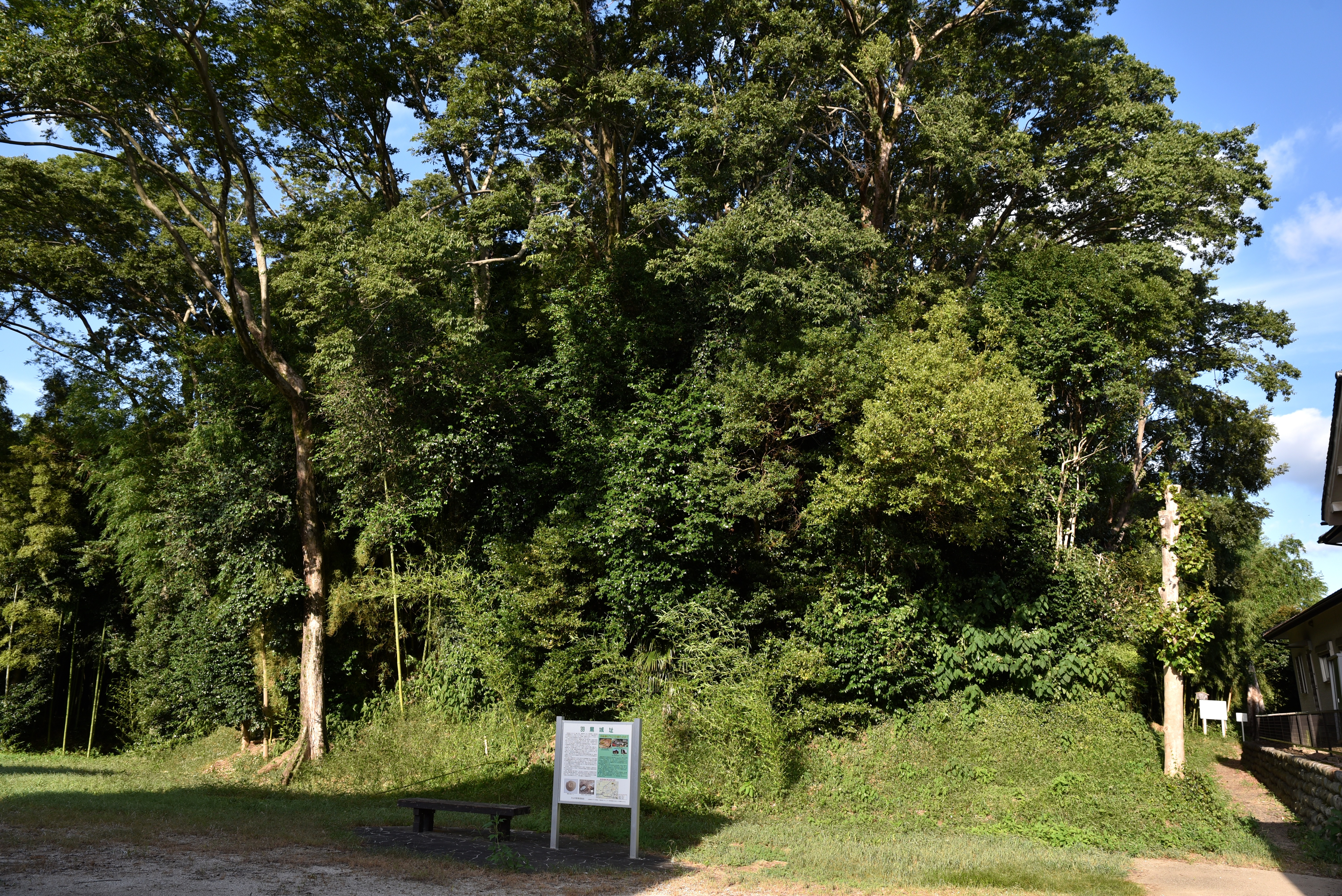
羽黒城址
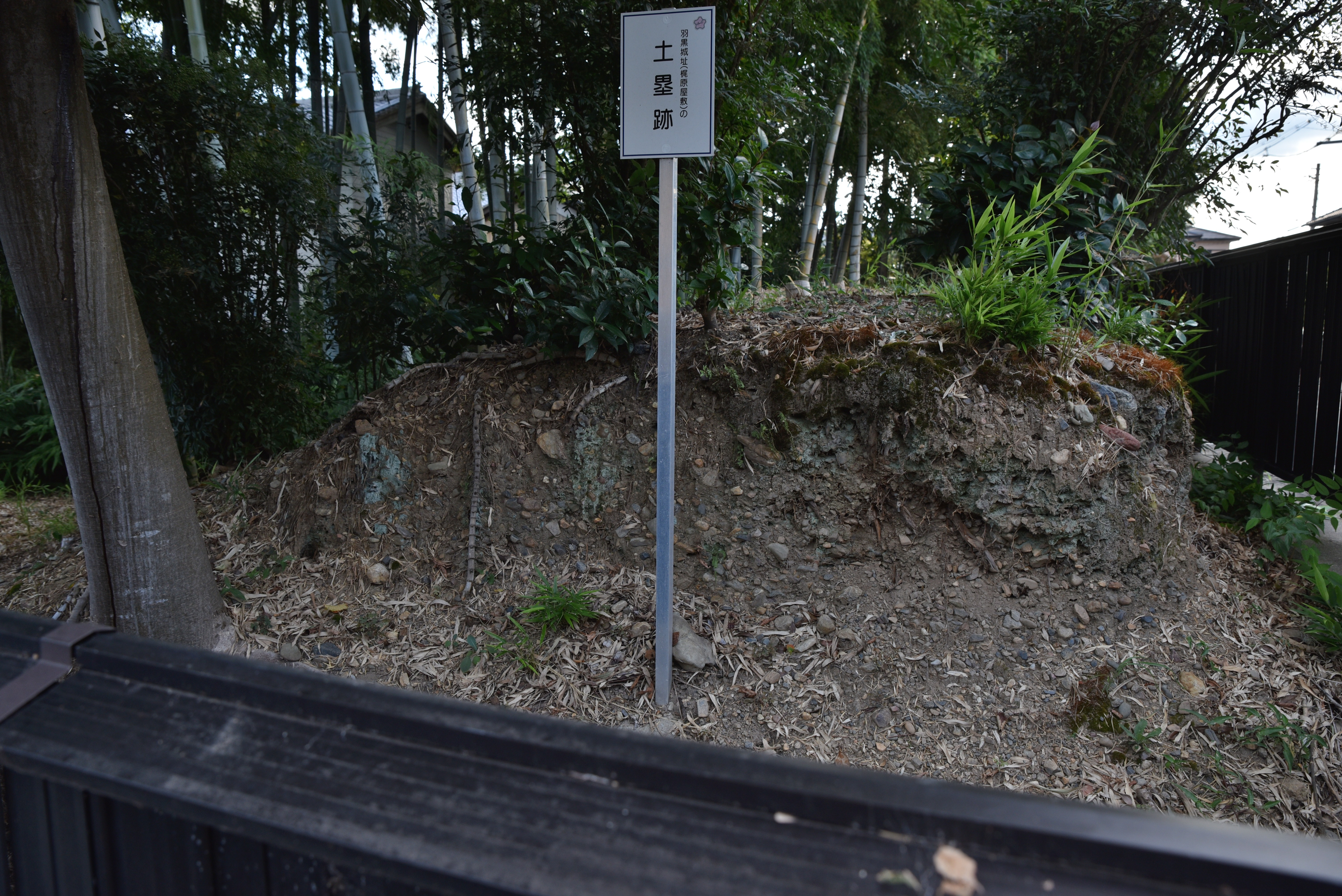
興禅寺境内にある羽黒城の土塁跡
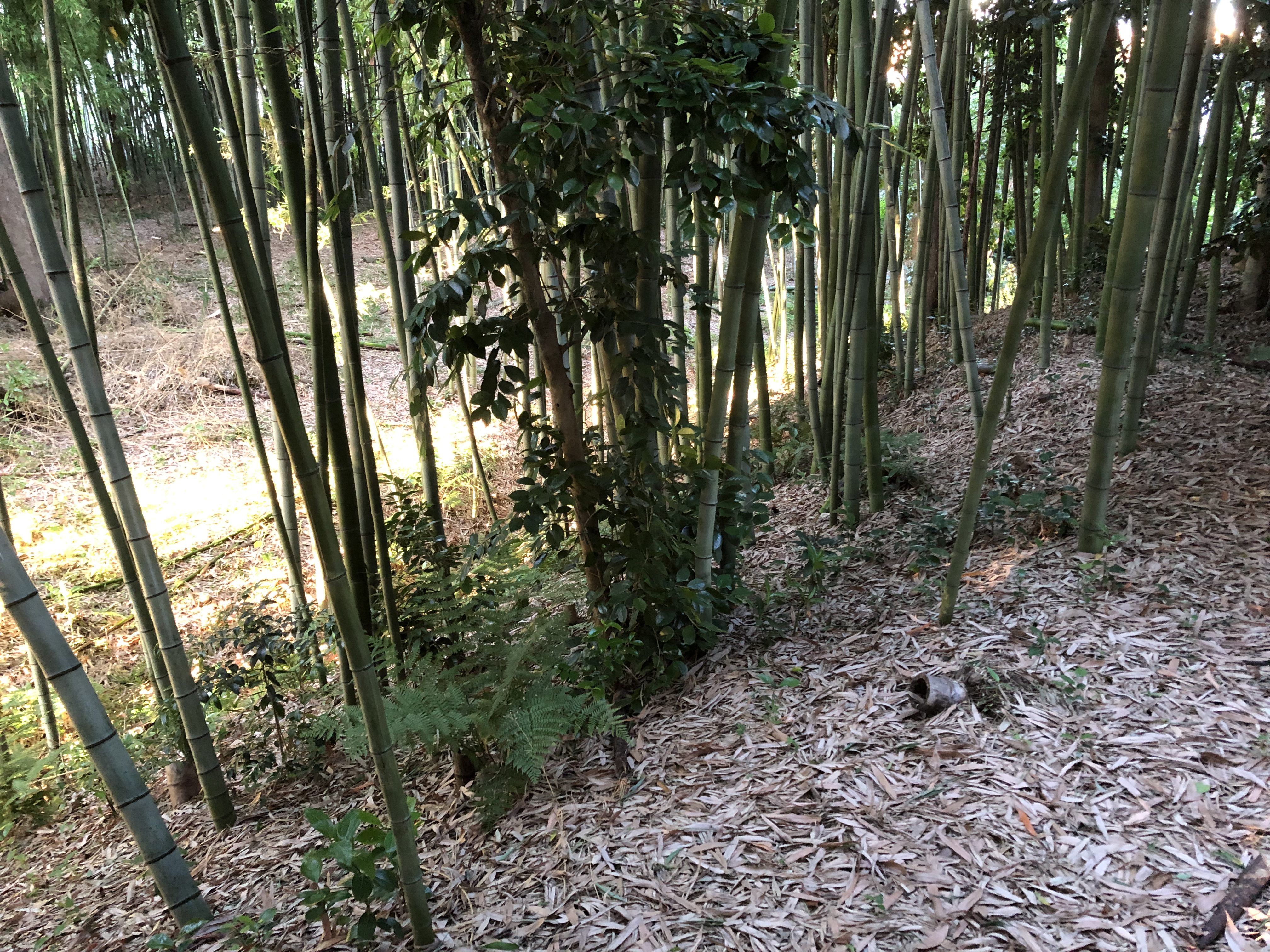
整備された痕跡が残る空堀
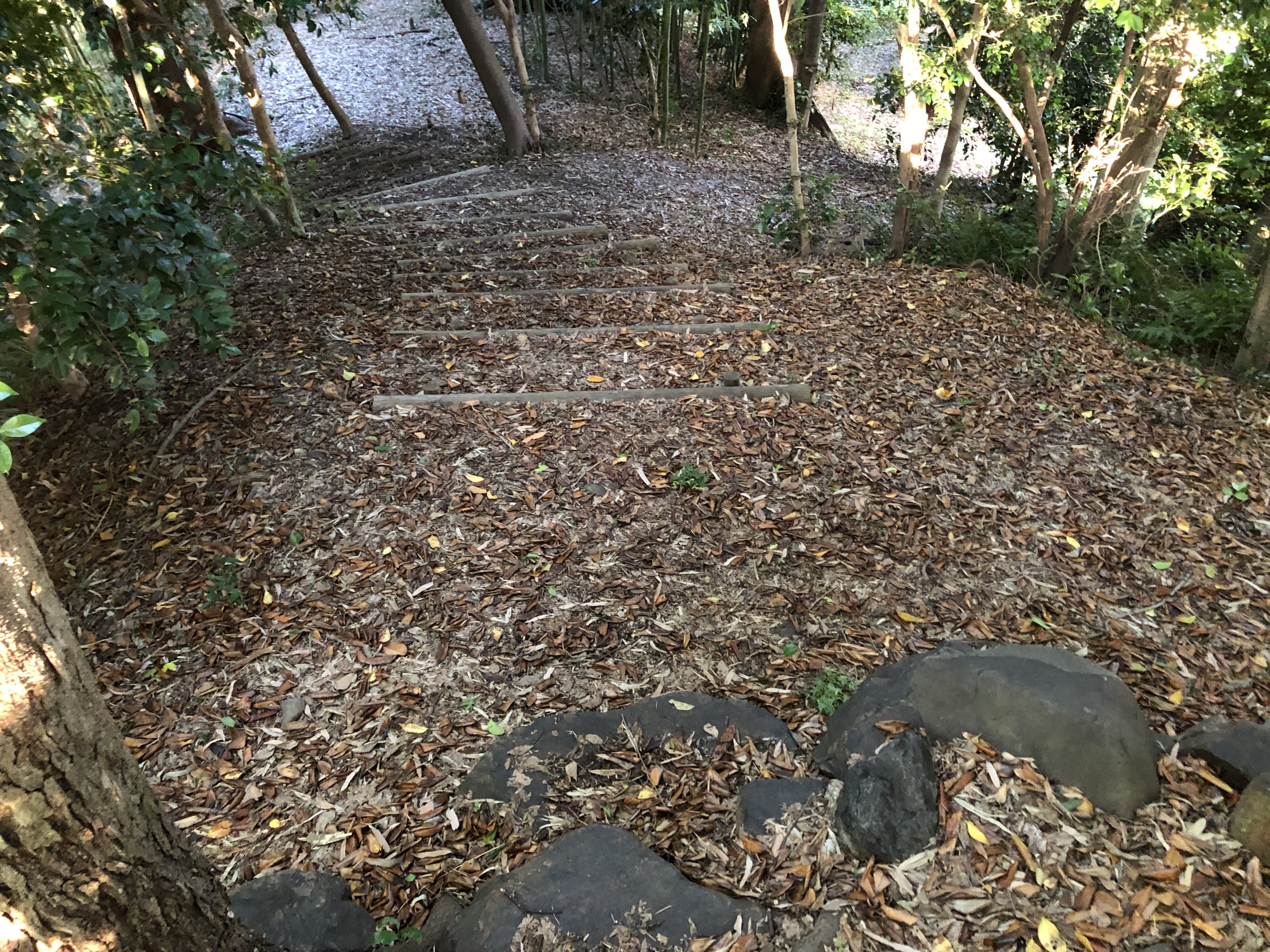
墳丘部最高所から見た曲輪

## アクセス

### 鉄道
名古屋鉄道（名鉄）
- 名鉄小牧線：羽黒駅から徒歩で約10分。

### 自家用車
- 名神高速道路：小牧IC
- 国道41号（名濃バイパス）

### 駐車場
- 磨墨塚史跡公園（するすみふれあい広場）
  - するすみふれあい広場駐車場

## 周辺
- 興禅寺 - 山門前には「開基梶原景時公」の石碑が建つ。梶原氏の菩提寺。
- 羽黒城古墳
- 犬山市民文化会館
- 羽黒中央公園
- 磨墨塚史跡公園 - 馬をモチーフにした遊具がある。
  - 磨墨塚 - 宇治川の戦いの功績を讃えられ、梶原景季が源頼朝から貰い受けた名馬「磨墨」の墓
  - 犬山市体育館
- 犬山動物総合医療センター
- 犬山市立羽黒小学校